# Sint-Galluskerk (Štolmíř)
De Sint-Galluskerk (Tsjechisch: Kostel svatého Havla) is een kerk in het dorp Štolmíř, onderdeel van de gemeente Český Brod. De kerk, gelegen aan de hoofdstraat van het dorp, werd gebouwd tussen 1710 en 1750. De Sint-Galluskerk, die gebouwd is in barokstijl, is kerkbestuurlijk gezien onderdeel van de Sint-Gotthardkerk in Český Brod.